# Шакчиума
Шакчиума (на:английски Chakchiuma) е северноамериканско индианско племе, което между 1540 г. и 1750 г. живее в горната част на река Язу, главно по река Ялобуша в северната част на Мисисипи.

## Име
Името шакчиума идва от името на един от техните кланове, „сакче хома – червените раци“.

## История
Малко е известно за шакчиума преди 1700 г. Смята се, че в миналото са едно племе с хоама, но някъде към 1540 г. хоама се отделят от тях и се местят на юг. Пръв споменава шакчиума Ернандо де Сото през 1541 г., когато е на посещение при племето чикасо и научава, че те воюват с племето „сакчума“ на юг. Какво става след напускането на Де Сото не е известно.
След уреждането на французите в Луизиана, един мисионер е убит в страната на шакчиума. За да отмъстят за убийството французите подбуждат съседните племена да нападнат шакчиума. След тези нападения населението на шакчиума намалява значително и за да оцелеят сключват мир с французите. В следващите години те остават лоялни френски съюзници. Този съюз ги прави основни смъртни врагове на чикасо, които живеят в съседство и са британски съюзници. Впоследствие тази вражда вероятно довежда до изчезването на шакчиума и асимилацията им от чикасо. Някои от оцелелите се присъединяват към племето чокто.
1. ↑  Galloway, Patricia. „Chakchiuma“ in Handbook of North American Indians. Т. 14 Southeast.   Washington D.C, Smithsonian Institution, 2004. с. 496.